# Prefectura Autònoma Yi de Liangshan
La Prefectura Autònoma Yi de Liangshan és una prefectura autònoma de la República Popular de la Xina que pertany a la província de Sichuan. Té una àrea de 60.423 km² i una població de 4,58 milions d'habitants.

## Situació geogràfica
La prefectura autònoma Yi de Liangshan està situada al sud-oest de la província de Sichuan. Limita al nord amb la Ciutat de Ya'an i la Prefectura Autònoma Tibetana de Garze, separades pel riu Dadu, i al sud amb la província de Yunnan separades pel riu Iang-Tsé. A l'est té la veïna ciutat de Zhaotong de la província de Yunnan i les ciutats de Yibin i Leshan, i per l'oest connecta amb la Prefectura Autònoma Tibetana de Ganzi. Es troba a 26 ° 03'-29 ° 27 'N i 100 ° 15'-103 ° 53' E.
Liangshan es troba al marge nord-est de la serralada de Hengduan, entre la conca de Sichuan i l'altiplà de Yunnan. El punt més alt de la prefectura és el Qialangduoji, un pic de 5.958 m, i el més baix és la vall del Iang-Tsé a Dayandong, al departament de Leibo, amb 325 m sobre el nivell del mar. La regió és rica en recursos hídrics i té un gran potencial per generar energia hidroelèctrica.

## Administració
La capital de la prefectura és Xichang. Els 60.423 quilòmetres quadrats de Liangshan estan dividits en 16 xians: Dechang, Huili, Huidong, Ningnan, Puge, Butuo, Zhaojue, Jingyang, Leibo, Meigu, Ganluo, Yuexi, Xide, Mianning, Yanyuan i Muli. Alhora, conté sota la seva jurisdicció 610 municipis, comptant-hi també els districtes residencials de la capital.

## Societat
Hi ha 14 grups ètnics: yi, han, tibetà, hui, miao, mongol, lisu, dai, naxi, buyei, zhuang, bai, man i tujia. És la regió amb més membres de l'ètnia Yi de la Xina, que és la majoritària de Liangshan, i d'aquí ve el nom de Prefectura Autònoma Yi. També és la zona de Sichuan amb més diversitat de grups ètnics i amb la proporció més alta d'ètnies minoritàries de la Xina. Xichang, la capital de Liangshan, es troba a 1,510 metres sobre el nivell del mar.

## Clima
Liangshan té un clima subtropical monsònic, amb una gran diferència de temperatura entre el dia i la nit, però amb poca variació de temperatura anual entre estacions. Els hiverns són temperats i els estius són frescos. El cel es manté clar i net, excepte a l'estació plujosa. La mitjana de temperatures anual varia entre 14 i 17 °C i el juliol és el mes més calorós i el gener el més fred.

## Història
Des de temps antics, Liangshan ha estat un punt de pas per la frontera sud-oest de la Xina, i una part necessària de la part sud-est l'antiga ruta de la seda i de l'antiga ruta del te. Ja a l'inici de les dinasties Qin i Han, la cort imperial va establir prefectures administratives i departaments a Liangshan. Diversos viatgers i exploradors històrics, tant europeus com orientals, com Marco Polo, Xu Xiake o Khublai Khan, van viatjar a Liangshan, segons ha quedat documentat.
La regió va entrar sota el control de la Xina Popular el 1950, es va establir el govern popular de la Prefectura de Liangshan el 1952, i es va dur a terme la reforma democràtica el 1956. L'actual Prefectura Autònoma Yi de Liangshan es va establir el 1976, amb la fusió de les prefectures originals de Liangshan i Xichang.

## Galeria

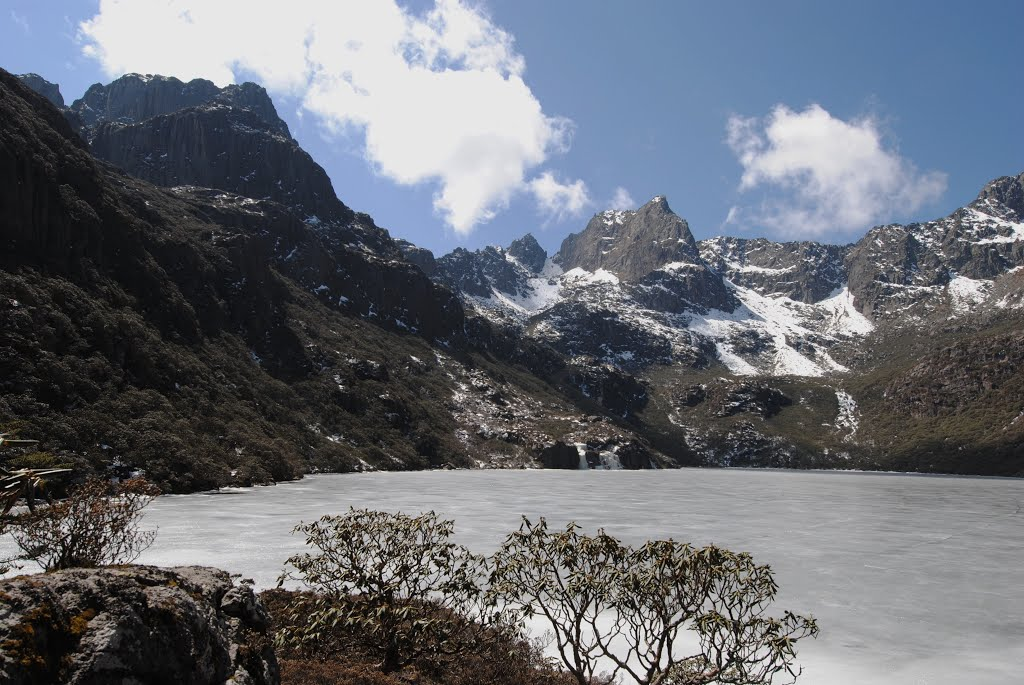
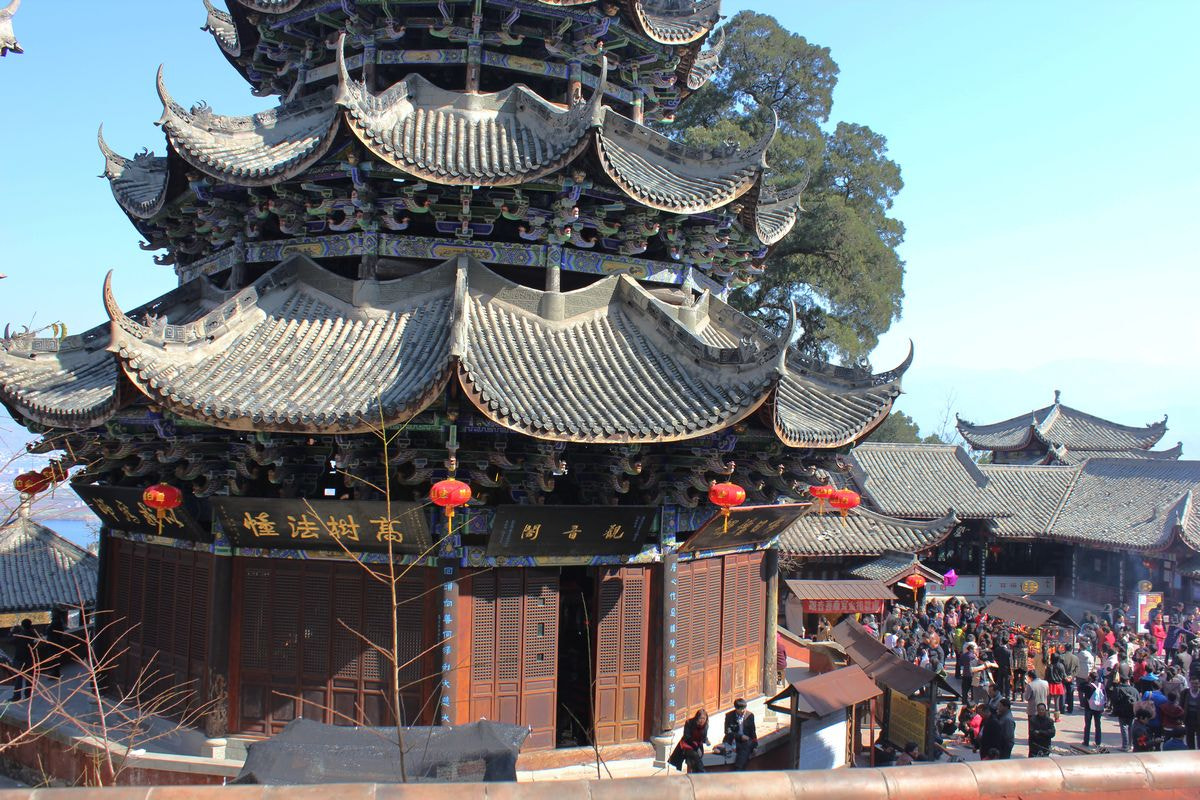
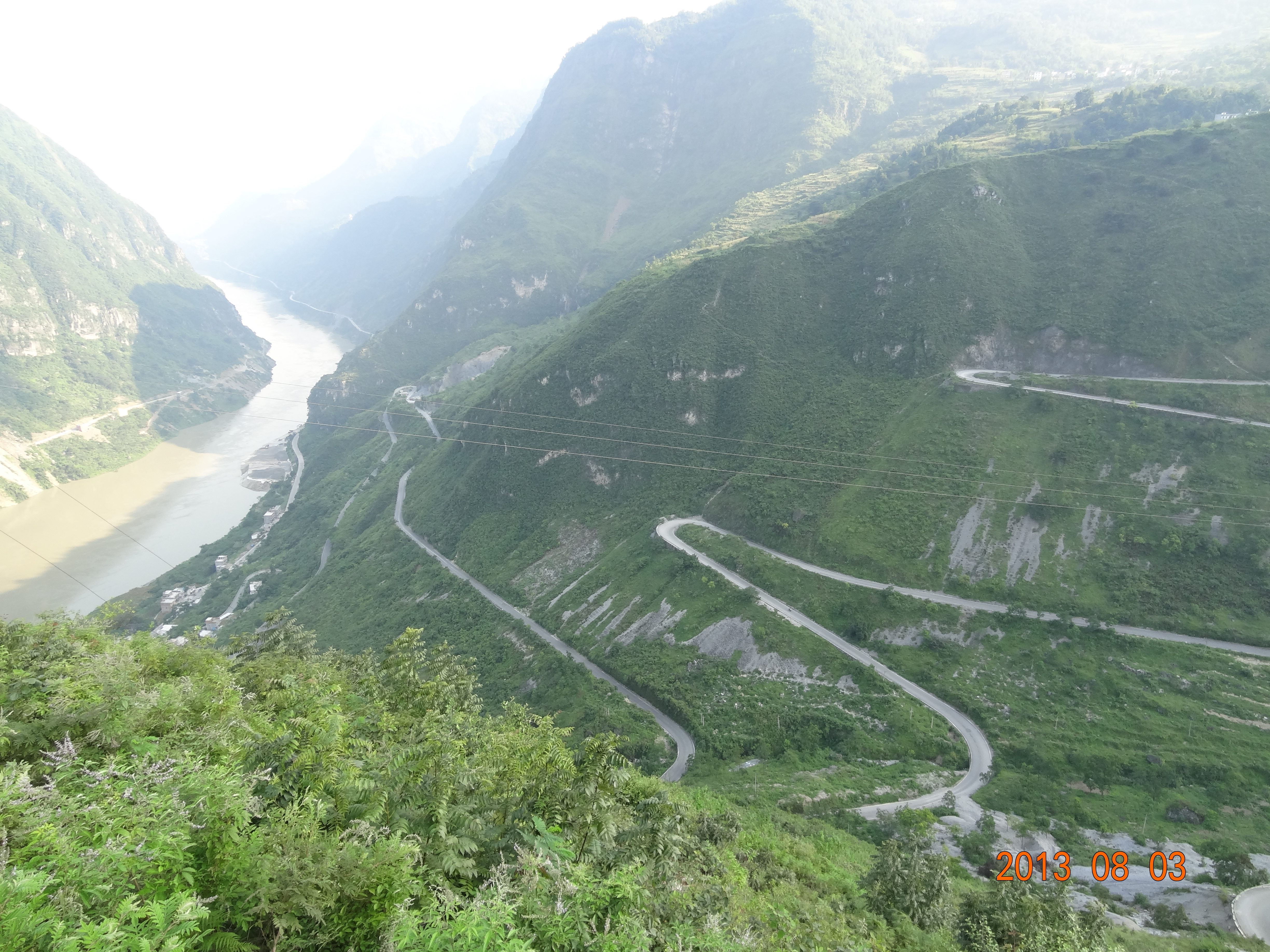
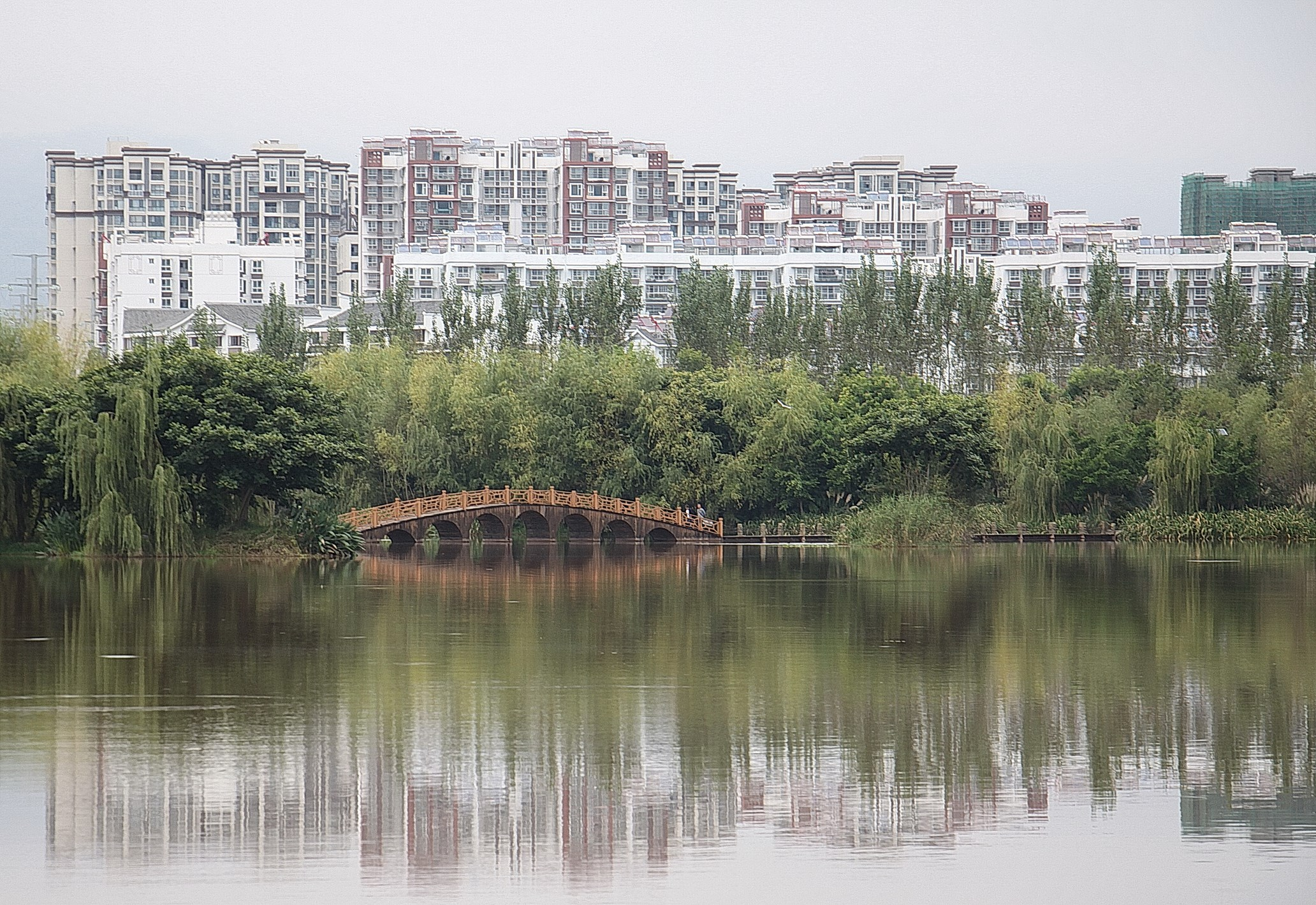
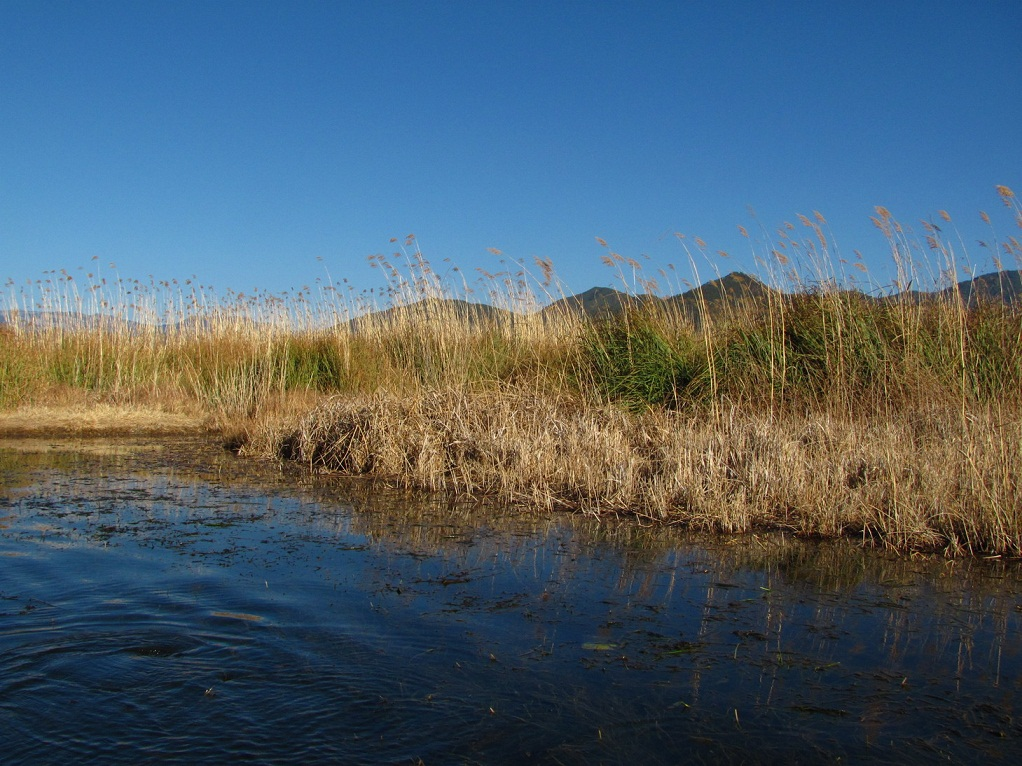